# Hana Papežová
Hana Papežová (* 8. července 1953 Praha) je přední česká psychiatrička, specializovaná na léčbu poruch příjmu potravy.

## Život
Hana Papežová absolvovala gymnázium na Pražačce (1968–1972) a v letech 1969–1971 Lycée Molière v Paříži. Po maturitě studovala v letech 1972–1978 na Fakultě všeobecného lékařství Univerzity Karlovy (MUDr., 1978). Během studia pracovala jako pomocná vědecká síla v Ústavu genetiky (prof. Štark) a ve Fyziologickém ústavu (prof. P. Mareš). K výběru oboru psychiatrie přispěla osobní setkání s profesory Vondráčkem, Dobiášem a primářem Plzákem. Postgraduální studium absolvovala ve Výzkumném ústavu psychiatrickém. 1. a 2. atestaci pro obor psychiatrie složila v roce 1981 a 1989. V roce 1985 obhájila kandidátskou disertaci.
V letech 1993–1995 absolvovala odbornou stáž jako research assistant v Nathan S. Kline Institute, New York University v USA (prof. Volavka). Od roku 1995 pracovala jako odborný asistent na Psychiatrické klinice 1. lékařské fakulty UK, od roku 1998 jako vedoucí Centra pro poruchy příjmu potravy. V roce 2003 se zde habilitovala a roku 2008 byla jmenována profesorkou psychiatrie. Od roku 2012 je zástupcem přednosty kliniky pro oblast postgraduálního vzdělávání.

## Profesní kariéra
V rámci postdoktorandského studia ve Výzkumném ústavu psychiatrickém (dnes Národní ústav duševního zdraví) v Praze a později i během stáže v Nathan S. Kline Institutu (1993–1995) se věnovala výzkumu dlouhodobých průběhů schizofrenie, bipolární afektivní poruchy a studiu násilného chováni. Má zkušenosti z poradenství i v krizové intervenci (Krizové centrum RIAPS Praha).
V Centru pro poruchy příjmu potravy, které od osmdesátých let spolupracuje s významnými pracovišti celého světa v klinickém výzkumu i prevenci, navázala na svého předchůdce doc. Faltuse a založila cenu pro významné odborníky, která nese jeho jméno. Od roku 1989 se zabývá především poruchami příjmu potravy, výzkumem, výukou i klinickou praxí. Od roku 1998 vede Centrum se specializovanou ambulantní péčí.
Je autorkou terapeutických vodítek pro léčbu poruch příjmu potravy. Založila Sekci pro PPP České psychiatrické společnosti (1997) a Svépomocnou asociaci pro podporu pacientů i jejich rodinných příslušníků (1992) a roku 2020 neziskovou organizaci E-clinic z.ú. Při výzkumu mechanismů poruch příjmu potravy a komorbidních poruch studuje nové fenotypy a usiluje o zavedení nových poznatků do klinické praxe a do preventivních edukačních programů.
Hlavním cílem projektů je zkoumat mechanismy vztahů mezi vnímáním bolesti, vlastního těla a dalšími symptomy poruch příjmu potravy (hyperaktivita) a jejich biologickými markery. Výstupy vedou k identifikaci prediktorů průběhu jednotlivých subtypů (anorexia nervosa, bulimia nervosa, psychogenní přejídání) a komorbidních onemocnění (např. ADHD), k upřesnění indikací pro farmakologické (antipsychotika, antidepresiva, stimulancia) i nefarmakologické intervence (rTMS, kognitivní remediace).
V roce 2004 iniciovala vznik specializovaného Denního stacionáře pro poruchy příjmu potravy. Reprezentuje Českou republiku v mezinárodních výzkumných projektech, spolupracuje se zahraničními Centry a v rámci Academy for Eating Disorders (AED) a European Council for Eating Disorders (ECED).
Podílí se na výuce našich i zahraničních postdoktorandských studentů, atestační přípravě lékařů a na psychoterapeutickém výcviku a supervizi (Rafael Institut, E-clinic, Praha). Podporuje především komplexní a interdisciplinární léčbu poruch příjmu potravy a komorbidit a svépomocné aktivity pacientů i jejich rodinných příslušníků, rozvoj nových terapeutických přístupů (např. vícerodinná terapie, léčba komorbidních onemocnění jako dospělé ADHD) a preventivních programů.
Kromě 91 publikací ve vědeckých odborných časopisech jsou výsledkem její práce v oblasti poruch příjmu potravy knihy Spektrum poruch příjmu potravy (Grada 2010) a Anorexie, Bulimie a Psychogenní přejídání které seznamují odborníky s komplexní problematikou poruch příjmu potravy, s klinicky ověřenými postupy, se standardy léčby a s dalšími možnostmi a úskalími v každodenní praxi.
Zaměřuje se na zavádění nových terapeutických přístupů a technologie v léčbě i prevenci ke zmírnění společenského tlaku na štíhlost a na vytvoření podpůrných programů pro pacienty i pro jejich rodinné příslušníky a preventivních programů pro rizikovou populaci.

### Publikace (výběr)

#### Odborné časopisy
- Papežová H, Yamamotová A, Uher R: Elevated Pain Threshold in Eating Disorders: Physiological and Psychological Factors, J. Clin. Research.39, 2005, pp. 431–438
- Housova J, Anderlova K, Krizová J, Haluzikova D, Kremen J, Kumstyrová T, Papezova H, Haluzik M: Serum adiponectin and resistin concentrations in patients with restrictive and binge/purge form of anorexia nervosa and bulimia nervosa, J. Clin. Exp. Med. 90(30), 2005, pp. 1366–1370
- Pavlova P, Uher R, Dragomirecka E, Papezova H: Trends in hospital admissions for eating disorders in a country undergoing a socio-cultural transition, the Czech Republic 1981–2005, Social Psychiatry and Psychiatric Epidemiology, 2010; 45 (5), pp. 541–545
- World Federation of Societies of Biological Psychiatry (WFSBP) guidelines for the pharmacological treatment of eating disorders. Aigner M, Treasure J, Kaye W, Kasper S; WFSBP Task Force On Eating Disorders. World J. Biol. Psychiatry, Sep 12 (6), 2011, pp. 400–43
- Sedlackova D, Kopeckova J, Papezova H, Hainer V, Kvasnickova H, Hill M, Nedvidkova J: Comparison of a high-carbohydrate and high-protein breakfast effect on plasma ghrelin, obestatin, NPY and PYY levels in women with anorexia and bulimia nervosa, Nutrition & Metabolism 2012, 9:52
- Smitka K, Papezova H, Vondra K, Hill M, Hainer V, Nedvidkova J. The Role of „Mixed“ Orexigenic and Anorexigenic Signals and Autoantibodies Reacting With Appetite-Regulating Neuropeptides and Peptides of the Adipose Tissue-Gut-Brain Axis: Relevance to Food Intake and Nutritional Status in Patients with Anorexia Nervosa and Bulimia Nervosa, Int. J. Endocrinol. 10;182, 2013, pp. 45–52
- Boraska, V., Franklin, C., Floyd, J. et al. A genome-wide association study of anorexia nervosa. Mol Psychiatry 19, 2014, pp. 1085–1094
- Procházková P, et al., Microbiota, Microbial Metabolites, and Barrier Function in A Patient with Anorexia Nervosa after Fecal Microbiota Transplantation, Microorganisms 2019 Sep; 7(9), p. 338

#### Knižní publikace
- Papežová a kol. Spektrum poruch příjmu potravy, 424 s., Grada, Praha 2010, ISBN 978-80-247-2425-6 (též e-book)
- Papežová H, Hanusová J, Poruchy příjmu potravy. Příručka pro pomáhající profese. Togga s.r.o. Praha 2012, ISBN 978-80-87258-98-9 On line
- Papežová a kol. Anorexie, Bulimie, Psychogenní přejídání, 604 s., Mladá fronta, Praha 2018, ISBN 978-80-204-4904-7